# Olga Volkova (skieuse)
Pour les articles homonymes, voir Olga Volkova.
Olga Volkova (en ukrainien: Ольга Володимирівна Волкова) née le 5 juillet 1986 à Mykolaïv est une skieuse acrobatique spécialisée dans le saut acrobatique. Elle est médaillée de bronze aux mondiaux de Deer Valley en 2011.

## Palmarès

### Jeux olympiques d'hiver
| Épreuve / Édition | Turin 2006 | Vancouver 2010 |
| Saut              | 13e        | 14e            |

### Championnats du monde
| Édition/Discipline | Saut |
| Mondiaux 2005      | 18e  |
| Mondiaux 2007      | 11e  |
| Mondiaux 2009      | 8e   |
| Mondiaux 2011      | 3e   |

### Coupe du monde
- Meilleur classement général : 7e en 2012.
- Meilleur classement en saut acrobatique : 3e en 2011 et 2012.
- 5 podiums dont 1 victoire (à Mont Gabriel, le 15 janvier 2012).